# 牧谿

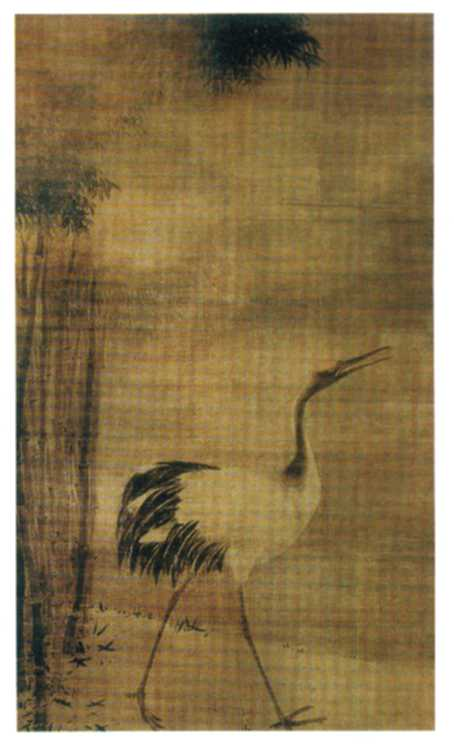
牧溪《鹤圖》

牧谿（1210年？—1270年？），俗姓李，法名法常，号牧谿，四川人，宋末元初的禅僧、畫家。生卒年月不详，南宋灭亡后圆寂。牧谿的作品在当时并未受到重视，在日本却得到极大的尊崇。在中國繪畫史上，他是中國對日本影響最大、最受喜愛與重視的一位畫家。

## 生平
关于牧谿生平的记载不多。其作品《观音·猿·鹤圖》三幅中有牧谿现今仅存的落款——“蜀僧法常谨製”，由此可以推断牧谿生于四川。据流传于日本的元代畫家吴太素所著《松斋梅谱》记载，牧谿曾因抨击当朝权贵贾似道而遭到追捕，逃往浙江省绍兴市，拜高僧无准师范门下法嗣，活动于临安（今杭州），为西湖六通寺的開山。理宗、度宗时（1225－1270年）在西湖长庆寺当杂役僧。個性喜歡喝酒。
南宋畫家，擅长畫佛像、人物、花果、鸟兽（如龙虎、猿鹤、禽鸟）、山水、树木等，拙稚粗细，自由放逸，因而後世褒贬互见。但现存作品多流落在日本，备受推崇，日本古籍《松斋梅谱》中评价牧溪的绘畫“皆随笔点墨而成，意思简当，不费装缀。”牧溪甚至被评为“日本畫道的大恩人”。其畫笔墨淋漓，颇具禅意。牧溪的畫作由于太过自由且有悖传统而在中国不被欣赏，其洒脱不拘泥于形式的风格反而在日本备受推崇。

## 代表作

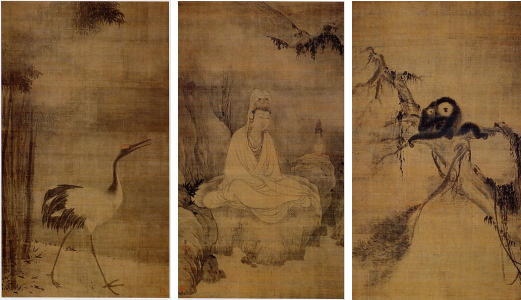
觀音猿鶴圖

- 「老松八哥圖」（瀟湘八景圖卷）（分藏於東京根津美术馆、畠山紀念馆、吉川家等）
- 「觀音猿鶴圖」三幅對，絹本墨畫淡彩（京都大德寺藏）
- 「柳燕圖」一幅，絹本墨畫（東京德川美術館藏）
- 「蜆子和尚圖」（個人像）一幅，紙本墨畫｛東京日野原家家藏）
- 「柿圖」｛京都龙光院藏）
- 煙寺晩鐘圖（畠山記念館藏） 一幅 紙本墨畫 傳牧谿
- 漁村夕照圖 （页面存档备份，存于）（根津美術館藏） 一幅 紙本墨畫 傳牧谿

米友仁筆「寒山圖卷」（卡夫蘭美術館）の構圖と近似。
- 遠浦歸帆圖 （页面存档备份，存于）（京都国立博物館藏） 一幅 紙本墨畫
- 平沙落雁圖（出光美術館藏） 一幅 紙本墨畫

上記4點と下記の「江天暮雪圖」「洞庭秋月圖」「瀟湘夜雨圖」は、元元瀟湘八景圖卷として各圖に詩を付け、それを4圖ずつ收錄する全2卷の畫卷の斷簡（殘り1つは所在不明で模本のみ殘る）。足利義滿によって8幅の掛物に改装され、德川家康や松平不昧などの時の權力者や文化人の所藏を經て傳来した。德川吉宗は1728年7月、當時大名家に分藏されていた八景圖を一堂に集め賞玩を試みている（「有德院殿御實記付錄」卷十六、『德川實紀』）。
- 龍虎圖（大德寺藏） 二幅 絹本墨畫淡彩 1269年
- 龍虎圖（大德寺藏） 二幅 絹本墨畫 傳牧谿
- 芙蓉圖（大德寺藏） 一幅 紙本墨畫 傳牧谿
- 栗圖・柿圖（龍光院藏） 二幅 紙本墨畫
- 羅漢圖（静嘉堂文庫美術館藏） 一幅 絹本墨畫
- 竹雀圖 （页面存档备份，存于）（根津美術館藏） 一幅 紙本墨畫 傳牧谿
- 蘿蔔蕪菁圖（三の丸尚藏館藏） 二幅 紙本墨畫
- 老子像（岡山縣立美術館藏） 一幅 紙本墨畫
- 布袋圖（個人像） 一幅 紙本墨畫
- 江天暮雪圖（個人藏） 一幅 紙本墨畫
- 洞庭秋月圖（德川美術館藏） 一幅 紙本墨畫
- 瀟湘夜雨圖（個人藏） 一幅 紙本墨畫
- 出山釋迦圖（個人藏） 一幅 紙本墨畫
- 寫生卷，傳牧谿（臺北國立故宮博物院藏）